# Tipijasz
Tipijasz (hettita nyelven Tipiyaš vagy Tipiyawa) Felső-Hatti egy régiójának neve, Kathaidvasz város környékén. Első említése Ammunasz krónikájában található, ahová az uralkodó hadjáratot vezetett, de a táblák nagyon töredékesek, így sem a hadjárat okáról, sem kimeneteléről nincs információ. A név egyes dokumentumok alapján egy településre is vonatkozhat. Elképzelhető, hogy a Tipijasz név a város, a Tipijava pedig a tartomány neve.
I. Szuppiluliumasz az északi hadjárataiban legyőzte a kaszkákat, majd békét kötött velük, és megengedte nekik, hogy békésen letelepedjenek a vidéken. Az i. e. 14. században, II. Arnuvandasz uralkodása idején a kaszka territórium szerződést kötött (vagy megújították a korábbi szerződést) a hettita uralkodóval, amelyben adófizetésben és katonai kontingens felállításában állapodtak meg.
Arnuvandasz halála után azonban a kaszkák nem teljesítették tovább a szerződéses kötelezettségeiket, mire II. Murszilisz felszólította őket annak betartására, vagy ellenkező esetben a birtokolt terület visszaadására. A Tíz év évkönyvei (AM 88-89, CTH#61) 32. §-a írja le Tipijasz elszakadását és Pihhunijasz királyságának kikiáltását.
II. Murszilisz ezért uralkodásának harmadik évében Tipijasz ellen vonult, Kathaidvaszt lerombolta és visszatért Hattuszaszba. Magával vitte fogolyként Pihhunijaszt is, akinek további sorsa ismeretlen. Tipijasz területe visszatért a Hettita Birodalomhoz. Ezzel az északi fenyegetettség felszámolása is megkezdődött.
A kaszka főemberek egy része, így Iszpuhitta, Pazzanna és Nunnuta a közeli Hajaszába és Arzavába menekültek a sereg maradványaival, és az utóbbinak királya, Uhhacitisz megtagadta a kiadásukat. Ez alkalmat adott Hajasza és Arzava megtámadására is, amely végül a hajaszai Annijasz szövetségével, és Arzava elpusztításával ért véget. II. Murszilisz uralkodásának ötödik és hatodik éve további kaszka területek, így Pala, Tummana, Zihharijasz, Kasszijasz, és Szamuha visszafoglalását hozta, legyőzve Aszharpajasz és Tarikarimu seregeit.

## Külső hivatkozások
- Hittites.info